# Vergyaduz
Vergyaduz är en ort i Azerbajdzjan.   Den ligger i distriktet Jardymly, i den södra delen av landet, 210 km sydväst om huvudstaden Baku. Vergyaduz ligger 774 meter över havet och antalet invånare är 1 248.
Terrängen runt Vergyaduz är kuperad, och sluttar österut. Närmaste större samhälle är Yardımlı, 7,0 km väster om Vergyaduz. 
Trakten runt Vergyaduz består till största delen av jordbruksmark. Runt Vergyaduz är det ganska tätbefolkat, med 60 invånare per kvadratkilometer.